# Hunchunita
La hunchunita és un mineral de la classe dels elements. El seu nom fa referència al lloc on fou descoberta el 1992, devora el riu Hunchun, a l'est de la província de Jilin, República Popular de la Xina. Fou descrita per Wu Shangquan, Yang Yi i Song Qun.

## Característiques
La hunchunita és un mineral d'or i plom, químicament és un aliatge de fórmula Au₂Pb, de color gris argent o gris plom. La seva duresa és de 3,5 a l'escala de Mohs, i d'alta densitat, entre 15,99 i 16 g/cm³. Cristal·litza en el sistema cúbic formant cristalls anèdrics, en agregats de fins a 0,5 mm. La mostra original també conté plata (2,18%), per la qual cosa la fórmula també es pot escriure (Au,Ag)₂Pb.
Segons la classificació de Nickel-Strunz la hunchunita pertany a «01.AA - Metalls i aliatges intermetàl·lics de la família coure-cupalita» juntament amb els següents minerals: alumini, coure, or, plom, níquel, plata, steinhardtita, auricuprur, cuproaurur, tetraauricuprur, anyuiïta, khatirkita, novodneprita, cupalita, stolperita, hollisterita, icosaedrita, kriatxkoïta i proxidecagonita.

## Formació i jaciments
La hunchunita es troba en concentrats d'or provinents de plaers (al·luvions). Es troba associada a altres minerals, com or, plom, anyuiïta, pirita, pirrotina, magnetita o ilmenita. A banda del seu lloc tipus, també se n'ha trobat a la mina Dongping (Prefectura de Zhangjiakou, República Popular de la Xina) i als Urals (Rússia).